# No (chanson de Shakira)
Singles par Shakira
La Tortura
(2005) Don't Bother
(2005)
Pistes de Fijación Oral Vol. 1
Escondite Inglés
(6) Las de la Intuición
(8)
No est une chanson de la chanteuse colombienne Shakira, en collaboration avec Gustavo Cerati. Elle figure sur son sixième album studio, Fijación Oral Vol. 1, sorti en 2005, et est sortie en tant que second single de cet album.

## Clip vidéo
Un clip vidéo d'accompagnement pour "No" a été réalisé par le réalisateur espagnol Jaume de Laiguana, qui travaillera plus tard avec Shakira pour divers autres projets. Il devait être tourné du 26 au 27 juin 2005 dans un ancien chantier naval de Barcelone, en Espagne, mais sa date a été changée au 4 juillet.  Le clip a été produit par Sergi Ciuro et Ester Udaeta, coproduit par Laiguana et Piramide, filmé par Alejandro Oset et édité par Anna Oriol.  Il a été créé fin juillet 2005.  Enregistrée sans Gustavo Cerati, la vidéo en noir et blanc représente une Shakira triste, les larmes coulant sur son visage. Dans l'ancien chantier naval, elle est entourée de plusieurs voies ferrées et de wagons, dont certains lui servent à s'asseoir. Vers la fin de la vidéo, l'une des petites voitures en bois tombe de la piste et tombe dans l'eau sous une falaise. Tout au long du clip, Shakira est engagée dans la construction d'ailes de papillon. Aux derniers instants de la vidéo, elle se tient au bord de l'eau, prête à prendre son envol, mais ne va pas jusqu'au bout et s'éloigne en souriant légèrement. La vidéo a été incluse sur le DVD bonus Oral Fixation Volumes 1 & 2.